# Youri Tielemans
Youri Marion A. Tielemans (Sint-Pieters-Leeuw, 7 maggio 1997) è un calciatore belga, centrocampista dell'Aston Villa e della nazionale belga.

## Biografia
Nato a Sint-Pieters-Leeuw in Belgio, da padre fiammingo e madre congolese.

## Caratteristiche tecniche
Considerato da molti esperti come uno dei più grandi talenti della sua generazione e uno dei migliori in circolazione, Tielemans è un centrocampista centrale che può giocare sia come mediano o anche come trequartista in grado di utilizzare entrambi i piedi, senza particolari preferenze. È dotato inoltre di una buona tecnica di base, una grande visione di gioco e consapevolezza di ciò che accade intorno a lui, caratteristiche che lo rendono capace di eseguire in qualsiasi momento dell'incontro lanci e passaggi determinanti. In virtù di una spiccata personalità e nonostante la giovane età, è in grado di dettare facilmente i ritmi e i tempi di gioco a tutta la squadra. È dotato di un buon tiro e di una discreta velocità, grazie a cui sa rendersi pericoloso al limite dell'area, anche nei tiri in porta.

## Carriera

### Club

#### Anderlecht
All'età di 5 anni entra nel settore giovanile del Anderlecht, dove compie tutta la trafila, fino a giungere nell'orbita della prima squadra nel 2013. Il 22 maggio 2013 firma con l'Anderlecht il suo primo contratto da professionista, e il 28 luglio 2013 esordisce nel campionato professionistico, nella partita persa 2-3 contro il KSC Lokeren, in cui subentra al 24º minuto a Sacha Kljestan. Il 2 agosto 2013 esordisce come titolare nella partita vinta per 4-0 contro il Cercle Brugge. Il 2 ottobre 2013 fa il suo debutto in Champions League, diventando così il più giovane calciatore belga di sempre a partecipare alle competizioni europee, nella partita persa 3-0 contro l'Olympiakos. Il 6 aprile 2014 segna il suo primo gol tra i professionisti nella partita di spareggio contro il Club Brugge, contro cui la sua squadra s'impone per 3-0. Alla fine della stagione 2013-2014, l'Anderlecht vincerà il campionato.
Nella stagione successiva, l'esordio avviene alla prima partita di campionato contro il R.E. Mouscron, vinta per 3-1, dove Youri si fa notare al 75º minuto con un cross che permette al suo compagno di squadra Aleksandar Mitrović di segnare il momentaneo 2-1. Nella sua seconda stagione in Belgio segna ben 8 gol in 52 presenze complessive. Nella terza stagione con l'Anderlecht gioca 31 partite fra tutte le competizioni segnando 5 reti.

#### Monaco
Il 24 maggio 2017 viene acquistato per 26,2 milioni di euro dal Monaco, con cui firma un contratto quinquennale. Fa il suo esordio con i monegaschi il 29 luglio 2017 nella Supercoppa di Francia contro il Paris Saint-Germain (1-2), mentre debutta in campionato il 4 agosto contro il Tolosa (3-2).

#### Leicester City
Il 31 gennaio 2019 passa al Leicester City, in uno scambio di prestiti con Adrien Silva.
Il 9 marzo 2019 segna la sua prima rete con gli inglesi nel successo per 3-1 contro il Fulham.
L'8 luglio 2019 viene ufficializzato il suo passaggio a titolo definitivo al Leicester City per circa 40 milioni di sterline. Il 15 maggio 2021 segna il gol vittoria in finale di FA Cup contro il Chelsea portando il Leicester City a vincere per la prima volta la competizione. Con la retrocessione del club decide di non rinnovare il proprio contratto in scadenza rimanendo così svincolato.

#### Aston Villa
Il 10 giugno 2023 viene annunciato il suo trasferimento a parametro zero all'Aston Villa. Debutta con i Villains il 12 agosto successivo, nella prima giornata di campionato contro il Newcastle, persa 5-1. Segna la sua prima rete con la nuova maglia, il 26 ottobre nella gara di Conference League contro l'AZ Alkmaar, vinta per 4-1.

### Nazionale
Nel 2012 viene convocato sia nella Nazionale Under-15 dove colleziona 4 presenze e 2 gol sia nella Nazionale Under-16, nella quale gioca 10 partite mettendo a segno 8 gol, tra cui una tripletta nella partita vinta 3-2 contro la Germania. Il 14 ottobre 2013 esordisce con la Nazionale Under-21, giocando contro i pari età dell'Italia in una partita valida per le qualificazioni agli Europei di categoria, persa per 1-0.
Il 9 novembre 2016 debutta con la Nazionale maggiore, nell'amichevole disputata ad Amsterdam contro l'Olanda, dove fa il suo esordio al 82º minuto, sostituendo Steven Defour. Viene convocato per i Mondiali 2018, in cui scende in campo in quattro occasioni, raggiungendo inoltre la conquista della medaglia di bronzo.
Il 21 marzo 2019 segna la prima rete in nazionale nel 3-1 contro la Russia, match valido per le qualificazioni al successivo Europeo, nel quale viene convocato disputando quattro delle cinque partite giocate dalla sua Nazionale, prima di venire eliminata ai quarti dall'Italia.
Il 26 marzo 2022, indossa per la prima volta la fascia di capitano in Nazionale, in un'amichevole disputata a Dublino contro l'Irlanda (2-2).
Viene convocato anche per i Mondiali 2022 in Qatar, dove gioca tutte e tre le partite della fase a gironi disputate dalla sua squadra.

## Statistiche

### Presenze e reti nei club
Statistiche aggiornate al 10 luglio 2025.
| Stagione              | Squadra               | Campionato            | Campionato | Campionato | Coppe nazionali | Coppe nazionali | Coppe nazionali | Coppe continentali | Coppe continentali | Coppe continentali | Altre coppe | Altre coppe | Altre coppe | Totale | Totale | Totale |
| Stagione              | Squadra               | Comp                  | Pres       | Reti       | Comp            | Pres            | Reti            | Comp               | Pres               | Reti               | Comp        | Pres        | Reti        | Pres   | Reti   |        |
| --------------------- | --------------------- | --------------------- | ---------- | ---------- | --------------- | --------------- | --------------- | ------------------ | ------------------ | ------------------ | ----------- | ----------- | ----------- | ------ | ------ | ------ |
| 2013-2014             | Anderlecht            | D1                    | 19+10      | 0+1        | CB              | 2               | 1               | UCL                | 4                  | 0                  | SB          | 0           | 0           | 35     | 2      |        |
| 2014-2015             | Anderlecht            | D1                    | 29+10      | 3+3        | CB              | 4               | 2               | UCL+UEL            | 6+2                | 0                  | SB          | 1           | 0           | 52     | 8      |        |
| 2015-2016             | Anderlecht            | D1                    | 24+10      | 4+2        | CB              | 2               | 1               | UEL                | 9                  | 0                  | -           | -           | -           | 45     | 7      |        |
| 2016-2017             | Anderlecht            | D1                    | 27+10      | 12+1       | CB              | 1               | 0               | UCL+UEL            | 2+13               | 1+4                | -           | -           | -           | 53     | 18     |        |
| Totale Anderlecht     | Totale Anderlecht     | Totale Anderlecht     | 99+40      | 19+7       |                 | 9               | 4               |                    | 36                 | 5                  |             | 1           | 0           | 185    | 35     |        |
| 2017-2018             | Monaco                | L1                    | 27         | 0          | CF+CdL          | 1+2             | 0               | UCL                | 4                  | 1                  | SF          | 1           | 0           | 35     | 1      |        |
| 2018-gen. 2019        | Monaco                | L1                    | 20         | 5          | CF+CdL          | 1+2             | 0               | UCL                | 6                  | 0                  | SF          | 1           | 0           | 30     | 5      |        |
| Totale Monaco         | Totale Monaco         | Totale Monaco         | 47         | 5          |                 | 6               | 0               |                    | 10                 | 1                  |             | 2           | 0           | 65     | 6      |        |
| gen.-giu. 2019        | Leicester City        | PL                    | 13         | 3          | FACup+CdL       | 0               | 0               | -                  | -                  | -                  | -           | -           | -           | 13     | 3      |        |
| 2019-2020             | Leicester City        | PL                    | 37         | 3          | FACup+CdL       | 2+5             | 0+2             | -                  | -                  | -                  | -           | -           | -           | 44     | 5      |        |
| 2020-2021             | Leicester City        | PL                    | 38         | 6          | FACup+CdL       | 6+0             | 3+0             | UEL                | 7                  | 0                  | -           | -           | -           | 51     | 9      |        |
| 2021-2022             | Leicester City        | PL                    | 32         | 6          | FACup+CdL       | 2+2             | 1+0             | UEL+UECL           | 5+8                | 0+0                | CS          | 1           | 0           | 50     | 7      |        |
| 2022-2023             | Leicester City        | PL                    | 31         | 3          | FACup+CdL       | 2+4             | 0+1             |                    | -                  | -                  |             | -           | -           | 37     | 4      |        |
| Totale Leicester City | Totale Leicester City | Totale Leicester City | 151        | 21         |                 | 23              | 7               |                    | 21                 | 0                  |             | 1           | 0           | 195    | 28     |        |
| 2023-2024             | Aston Villa           | PL                    | 32         | 2          | FACup+CdL       | 2+1             | 0               | UECL               | 11                 | 1                  | -           | -           | -           | 46     | 3      |        |
| 2024-2025             | Aston Villa           | PL                    | 36         | 3          | FACup+CdL       | 5+0             | 0               | UCL                | 12                 | 2                  | -           | -           | -           | 53     | 5      |        |
| Totale Aston Villa    | Totale Aston Villa    | Totale Aston Villa    | 68         | 5          |                 | 8               | 0               |                    | 23                 | 3                  |             | 0           | 0           | 99     | 8      |        |
| Totale carriera       | Totale carriera       | Totale carriera       | 405        | 57         |                 | 46              | 11              |                    | 89                 | 9                  |             | 4           | 0           | 544    | 77     |        |

### Cronologia presenze e reti in nazionale
| Cronologia completa delle presenze e delle reti in nazionale ― Belgio | Cronologia completa delle presenze e delle reti in nazionale ― Belgio | Cronologia completa delle presenze e delle reti in nazionale ― Belgio | Cronologia completa delle presenze e delle reti in nazionale ― Belgio | Cronologia completa delle presenze e delle reti in nazionale ― Belgio | Cronologia completa delle presenze e delle reti in nazionale ― Belgio | Cronologia completa delle presenze e delle reti in nazionale ― Belgio | Cronologia completa delle presenze e delle reti in nazionale ― Belgio |
| Data                                                                  | Città                                                                 | In casa                                                               | Risultato                                                             | Ospiti                                                                | Competizione                                                          | Reti                                                                  | Note                                                                  |
| --------------------------------------------------------------------- | --------------------------------------------------------------------- | --------------------------------------------------------------------- | --------------------------------------------------------------------- | --------------------------------------------------------------------- | --------------------------------------------------------------------- | --------------------------------------------------------------------- | --------------------------------------------------------------------- |
| 9-11-2016                                                             | Amsterdam                                                             | Paesi Bassi                                                           | 1 – 1                                                                 | Belgio                                                                | Amichevole                                                            | -                                                                     | 82’                                                                   |
| 13-11-2016                                                            | Bruxelles                                                             | Belgio                                                                | 8 – 1                                                                 | Estonia                                                               | Qual. Mondiali 2018                                                   | -                                                                     | 79’                                                                   |
| 28-3-2017                                                             | Soči                                                                  | Russia                                                                | 1 – 1                                                                 | Belgio                                                                | Amichevole                                                            | -                                                                     | 66’                                                                   |
| 5-6-2017                                                              | Bruxelles                                                             | Belgio                                                                | 2 – 1                                                                 | Rep. Ceca                                                             | Amichevole                                                            | -                                                                     | 45’                                                                   |
| 31-8-2017                                                             | Bruxelles                                                             | Belgio                                                                | 9 – 0                                                                 | Gibilterra                                                            | Qual. Mondiali 2018                                                   | -                                                                     | 84’                                                                   |
| 7-10-2017                                                             | Sarajevo                                                              | Bosnia ed Erzegovina                                                  | 3 – 4                                                                 | Belgio                                                                | Qual. Mondiali 2018                                                   | -                                                                     | 46’                                                                   |
| 10-10-2017                                                            | Bruxelles                                                             | Belgio                                                                | 4 – 0                                                                 | Cipro                                                                 | Qual. Mondiali 2018                                                   | -                                                                     |                                                                       |
| 10-11-2017                                                            | Bruxelles                                                             | Belgio                                                                | 3 – 3                                                                 | Messico                                                               | Amichevole                                                            | -                                                                     | 46’                                                                   |
| 11-6-2018                                                             | Bruxelles                                                             | Belgio                                                                | 4 – 1                                                                 | Costa Rica                                                            | Amichevole                                                            | -                                                                     | 71’                                                                   |
| 23-6-2018                                                             | Mosca                                                                 | Belgio                                                                | 5 – 2                                                                 | Tunisia                                                               | Mondiali 2018 - 1º turno                                              | -                                                                     | 86’                                                                   |
| 28-6-2018                                                             | Kaliningrad                                                           | Inghilterra                                                           | 0 – 1                                                                 | Belgio                                                                | Mondiali 2018 - 1º turno                                              | -                                                                     | 19’                                                                   |
| 6-7-2018                                                              | Kazan'                                                                | Brasile                                                               | 1 – 2                                                                 | Belgio                                                                | Mondiali 2018 - Quarti di finale                                      | -                                                                     | 87’                                                                   |
| 14-7-2018                                                             | San Pietroburgo                                                       | Belgio                                                                | 2 – 0                                                                 | Inghilterra                                                           | Mondiali 2018 - Finale 3º posto                                       | -                                                                     | 78’                                                                   |
| 7-9-2018                                                              | Glasgow                                                               | Scozia                                                                | 0 – 4                                                                 | Belgio                                                                | Amichevole                                                            | -                                                                     |                                                                       |
| 11-9-2018                                                             | Reykjavík                                                             | Islanda                                                               | 0 – 3                                                                 | Belgio                                                                | UEFA Nations League 2018-2019 - 1º turno                              | -                                                                     | 80’                                                                   |
| 12-10-2018                                                            | Bruxelles                                                             | Belgio                                                                | 2 – 1                                                                 | Svizzera                                                              | UEFA Nations League 2018-2019 - 1º turno                              | -                                                                     |                                                                       |
| 16-10-2018                                                            | Bruxelles                                                             | Belgio                                                                | 1 – 1                                                                 | Paesi Bassi                                                           | Amichevole                                                            | -                                                                     | 83’                                                                   |
| 15-11-2018                                                            | Bruxelles                                                             | Belgio                                                                | 2 – 0                                                                 | Islanda                                                               | UEFA Nations League 2018-2019 - 1º turno                              | -                                                                     |                                                                       |
| 18-11-2018                                                            | Lucerna                                                               | Svizzera                                                              | 5 – 2                                                                 | Belgio                                                                | UEFA Nations League 2018-2019 - 1º turno                              | -                                                                     |                                                                       |
| 21-3-2019                                                             | Bruxelles                                                             | Belgio                                                                | 3 – 1                                                                 | Russia                                                                | Qual. Euro 2020                                                       | 1                                                                     |                                                                       |
| 24-3-2019                                                             | Nicosia                                                               | Cipro                                                                 | 0 – 2                                                                 | Belgio                                                                | Qual. Euro 2020                                                       | -                                                                     |                                                                       |
| 8-6-2019                                                              | Bruxelles                                                             | Belgio                                                                | 3 – 0                                                                 | Kazakistan                                                            | Qual. Euro 2020                                                       | -                                                                     | 68’                                                                   |
| 11-6-2019                                                             | Bruxelles                                                             | Belgio                                                                | 3 – 0                                                                 | Scozia                                                                | Qual. Euro 2020                                                       | -                                                                     | 78’                                                                   |
| 6-9-2019                                                              | Serravalle                                                            | San Marino                                                            | 0 – 4                                                                 | Belgio                                                                | Qual. Euro 2020                                                       | -                                                                     |                                                                       |
| 9-9-2019                                                              | Glasgow                                                               | Scozia                                                                | 0 – 4                                                                 | Belgio                                                                | Qual. Euro 2020                                                       | -                                                                     | 86’                                                                   |
| 10-10-2019                                                            | Bruxelles                                                             | Belgio                                                                | 9 – 0                                                                 | San Marino                                                            | Qual. Euro 2020                                                       | 1                                                                     |                                                                       |
| 16-11-2019                                                            | San Pietroburgo                                                       | Russia                                                                | 1 – 4                                                                 | Belgio                                                                | Qual. Euro 2020                                                       | -                                                                     | 52’                                                                   |
| 19-11-2019                                                            | Bruxelles                                                             | Belgio                                                                | 6 – 1                                                                 | Cipro                                                                 | Qual. Euro 2020                                                       | -                                                                     |                                                                       |
| 5-9-2020                                                              | Copenaghen                                                            | Danimarca                                                             | 0 – 2                                                                 | Belgio                                                                | UEFA Nations League 2020-2021 - 1º turno                              | -                                                                     | 20’ 88’                                                               |
| 11-10-2020                                                            | Londra                                                                | Inghilterra                                                           | 2 – 1                                                                 | Belgio                                                                | UEFA Nations League 2020-2021 - 1º turno                              | -                                                                     |                                                                       |
| 14-10-2020                                                            | Reykjavík                                                             | Islanda                                                               | 1 – 2                                                                 | Belgio                                                                | UEFA Nations League 2020-2021 - 1º turno                              | -                                                                     |                                                                       |
| 11-11-2020                                                            | Lovanio                                                               | Belgio                                                                | 2 – 1                                                                 | Svizzera                                                              | Amichevole                                                            | -                                                                     | 86’                                                                   |
| 15-11-2020                                                            | Lovanio                                                               | Belgio                                                                | 2 – 0                                                                 | Inghilterra                                                           | UEFA Nations League 2020-2021 - 1º turno                              | 1                                                                     |                                                                       |
| 18-11-2020                                                            | Lovanio                                                               | Belgio                                                                | 4 – 2                                                                 | Danimarca                                                             | UEFA Nations League 2020-2021 - 1º turno                              | 1                                                                     |                                                                       |
| 24-3-2021                                                             | Lovanio                                                               | Belgio                                                                | 3 – 1                                                                 | Galles                                                                | Qual. Mondiali 2022                                                   | -                                                                     |                                                                       |
| 27-3-2021                                                             | Praga                                                                 | Rep. Ceca                                                             | 1 – 1                                                                 | Belgio                                                                | Qual. Mondiali 2022                                                   | -                                                                     |                                                                       |
| 30-3-2021                                                             | Lovanio                                                               | Belgio                                                                | 8 – 0                                                                 | Bielorussia                                                           | Qual. Mondiali 2022                                                   | -                                                                     | 71’                                                                   |
| 3-6-2021                                                              | Bruxelles                                                             | Belgio                                                                | 1 – 1                                                                 | Grecia                                                                | Amichevole                                                            | -                                                                     | 82’                                                                   |
| 6-6-2021                                                              | Bruxelles                                                             | Belgio                                                                | 1 – 0                                                                 | Croazia                                                               | Amichevole                                                            | -                                                                     |                                                                       |
| 12-6-2021                                                             | San Pietroburgo                                                       | Belgio                                                                | 3 – 0                                                                 | Russia                                                                | Euro 2020 - 1º turno                                                  | -                                                                     |                                                                       |
| 17-6-2021                                                             | Copenaghen                                                            | Danimarca                                                             | 1 – 2                                                                 | Belgio                                                                | Euro 2020 - 1º turno                                                  | -                                                                     |                                                                       |
| 27-6-2021                                                             | Siviglia                                                              | Belgio                                                                | 1 – 0                                                                 | Portogallo                                                            | Euro 2020 - Ottavi di finale                                          | -                                                                     |                                                                       |
| 2-7-2021                                                              | Monaco di Baviera                                                     | Belgio                                                                | 1 – 2                                                                 | Italia                                                                | Euro 2020 - Quarti di finale                                          | -                                                                     | 21’ 69’                                                               |
| 5-9-2021                                                              | Bruxelles                                                             | Belgio                                                                | 3 – 0                                                                 | Rep. Ceca                                                             | Qual. Mondiali 2022                                                   | -                                                                     | 81’                                                                   |
| 8-9-2021                                                              | Kazan'                                                                | Bielorussia                                                           | 0 – 1                                                                 | Belgio                                                                | Qual. Mondiali 2022                                                   | -                                                                     |                                                                       |
| 7-10-2021                                                             | Torino                                                                | Belgio                                                                | 2 – 3                                                                 | Francia                                                               | UEFA Nations League 2020-2021 - Semifinale                            | -                                                                     | 70’                                                                   |
| 10-10-2021                                                            | Torino                                                                | Italia                                                                | 2 – 1                                                                 | Belgio                                                                | UEFA Nations League 2020-2021 - Finale 3º posto                       | -                                                                     | 59’                                                                   |
| 26-3-2022                                                             | Dublino                                                               | Irlanda                                                               | 2 – 2                                                                 | Belgio                                                                | Amichevole                                                            | -                                                                     | Cap.                                                                  |
| 29-3-2022                                                             | Bruxelles                                                             | Belgio                                                                | 3 – 0                                                                 | Burkina Faso                                                          | Amichevole                                                            | -                                                                     | Cap.                                                                  |
| 8-6-2022                                                              | Bruxelles                                                             | Belgio                                                                | 6 – 1                                                                 | Polonia                                                               | UEFA Nations League 2022-2023 - 1º turno                              | -                                                                     |                                                                       |
| 11-6-2022                                                             | Cardiff                                                               | Galles                                                                | 1 – 1                                                                 | Belgio                                                                | UEFA Nations League 2022-2023 - 1º turno                              | 1                                                                     |                                                                       |
| 14-6-2022                                                             | Varsavia                                                              | Polonia                                                               | 0 – 1                                                                 | Belgio                                                                | UEFA Nations League 2022-2023 - 1º turno                              | -                                                                     |                                                                       |
| 22-9-2022                                                             | Bruxelles                                                             | Belgio                                                                | 2 – 1                                                                 | Galles                                                                | UEFA Nations League 2022-2023 - 1º turno                              | -                                                                     | 76’                                                                   |
| 25-9-2022                                                             | Amsterdam                                                             | Paesi Bassi                                                           | 1 – 0                                                                 | Belgio                                                                | UEFA Nations League 2022-2023 - 1º turno                              | -                                                                     | 74’                                                                   |
| 18-11-2022                                                            | Al Kuwait                                                             | Belgio                                                                | 1 – 2                                                                 | Egitto                                                                | Amichevole                                                            | -                                                                     | 46’                                                                   |
| 23-11-2022                                                            | Al Rayyan                                                             | Belgio                                                                | 1 – 0                                                                 | Canada                                                                | Mondiali 2022 - 1º turno                                              | -                                                                     | 46’                                                                   |
| 27-11-2022                                                            | Doha                                                                  | Belgio                                                                | 0 – 2                                                                 | Marocco                                                               | Mondiali 2022 - 1º turno                                              | -                                                                     | 60’                                                                   |
| 1-12-2022                                                             | Al Rayyan                                                             | Croazia                                                               | 0 – 0                                                                 | Belgio                                                                | Mondiali 2022 - 1º turno                                              | -                                                                     | 72’                                                                   |
| 17-6-2023                                                             | Bruxelles                                                             | Belgio                                                                | 1 – 1                                                                 | Austria                                                               | Qual. Euro 2024                                                       | -                                                                     |                                                                       |
| 20-6-2023                                                             | Tallinn                                                               | Estonia                                                               | 0 – 3                                                                 | Belgio                                                                | Qual. Euro 2024                                                       | -                                                                     |                                                                       |
| 9-9-2023                                                              | Mərdəkan                                                              | Azerbaigian                                                           | 0 – 1                                                                 | Belgio                                                                | Qual. Euro 2024                                                       | -                                                                     | 66’                                                                   |
| 13-10-2023                                                            | Vienna                                                                | Austria                                                               | 2 – 3                                                                 | Belgio                                                                | Qual. Euro 2024                                                       | -                                                                     | 64’                                                                   |
| 16-10-2023                                                            | Bruxelles                                                             | Belgio                                                                | 1 – 1                                                                 | Svezia                                                                | Qual. Euro 2024                                                       | -                                                                     |                                                                       |
| 15-11-2023                                                            | Lovanio                                                               | Belgio                                                                | 1 – 0                                                                 | Serbia                                                                | Amichevole                                                            | -                                                                     |                                                                       |
| 19-11-2023                                                            | Bruxelles                                                             | Belgio                                                                | 5 – 0                                                                 | Azerbaigian                                                           | Qual. Euro 2024                                                       | -                                                                     | 46’                                                                   |
| 23-3-2024                                                             | Dublino                                                               | Irlanda                                                               | 0 – 0                                                                 | Belgio                                                                | Amichevole                                                            | -                                                                     | Cap. 46’                                                              |
| 26-3-2024                                                             | Londra                                                                | Inghilterra                                                           | 2 – 2                                                                 | Belgio                                                                | Amichevole                                                            | 2                                                                     | 71’                                                                   |
| 17-6-2024                                                             | Francoforte sul Meno                                                  | Belgio                                                                | 0 – 1                                                                 | Slovacchia                                                            | Euro 2024 - 1º turno                                                  | -                                                                     | 74’ 76’                                                               |
| 22-6-2024                                                             | Colonia                                                               | Belgio                                                                | 2 – 0                                                                 | Romania                                                               | Euro 2024 - 1º turno                                                  | 1                                                                     | 72’                                                                   |
| 26-6-2024                                                             | Stoccarda                                                             | Ucraina                                                               | 0 – 0                                                                 | Belgio                                                                | Euro 2024 - 1º turno                                                  | -                                                                     | 62’                                                                   |
| 6-9-2024                                                              | Debrecen                                                              | Belgio                                                                | 3 – 1                                                                 | Israele                                                               | UEFA Nations League 2024-2025 - 1º turno                              | 1                                                                     | 73’                                                                   |
| 9-9-2024                                                              | Lione                                                                 | Francia                                                               | 2 – 0                                                                 | Belgio                                                                | UEFA Nations League 2024-2025 - 1º turno                              | -                                                                     | 38’ 60’                                                               |
| 10-10-2024                                                            | Roma                                                                  | Italia                                                                | 2 – 2                                                                 | Belgio                                                                | UEFA Nations League 2024-2025 - 1º turno                              | -                                                                     | Cap.                                                                  |
| 14-10-2024                                                            | Bruxelles                                                             | Belgio                                                                | 1 – 2                                                                 | Francia                                                               | UEFA Nations League 2024-2025 - 1º turno                              | -                                                                     | Cap. 81’                                                              |
| 20-3-2025                                                             | Murcia                                                                | Ucraina                                                               | 3 – 1                                                                 | Belgio                                                                | UEFA Nations League 2024-2025 - Play-off                              | -                                                                     | 68’                                                                   |
| 6-6-2025                                                              | Skopje                                                                | Macedonia del Nord                                                    | 1 – 1                                                                 | Belgio                                                                | Qual. Mondiali 2026                                                   | -                                                                     | 57’                                                                   |
| 9-6-2025                                                              | Bruxelles                                                             | Belgio                                                                | 4 – 3                                                                 | Galles                                                                | Qual. Mondiali 2026                                                   | 1                                                                     | Cap.                                                                  |
| Totale                                                                |                                                                       | Presenze                                                              | 77                                                                    |                                                                       | Reti                                                                  | 10                                                                    |                                                                       |

## Palmarès

### Club
- Campionato belga: 2

Anderlecht: 2013-2014, 2016-2017
- Supercoppa del Belgio: 2

Anderlecht: 2013, 2014
- Coppa d'Inghilterra: 1

Leicester City: 2020-2021
- Community Shield: 1

Leicester City: 2021

### Individuale
- Squadra della stagione della UEFA Europa League: 1

2016-2017